# Universität für Humanwissenschaften Bischkek
Die Universität für Humanwissenschaften Bischkek (kirgisisch Бишкек Гуманитардык Университети (Bischkek Gumanitaryk Uniwersiteti), russisch Бишкекский Гуманитарный Университет (Bischkeki Gumanitarnyj Uniwersitet), englisch Bishkek Humanities University) ist eine Universität in Kirgisistan.

## Geschichte, Organisation und internationale Beziehungen
Die Universität für Humanwissenschaften Bischkek wurde 1994 gegründet und hat ihren Sitz in der Hauptstadt Bischkek. Es handelt sich um eine staatliche Hochschule mit internationaler Ausrichtung. Die Universität steht für ein unabhängiges Kirgisistan, soweit das Leitbild. Abdylda Inajatowitsch Musajew, ehemals Rektor der BHU, war später Minister für Bildung und Wissenschaft in Kirgisistan.
Unterrichtet wird in 16 Weltsprachen, mit 9 Fakultäten, 39 Abteilungen und über 12 wissenschaftliche Zentren mit Promotions- und Habilitationsrechten. Von den Studierenden können angestrebt werden Masterabschlüsse, postgraduale Abschlüsse und Doktorgrade. Gegenwärtig studieren 9000 Studenten an der BHU. Kooperationen bestehen mit Russland, USA, Deutschland, Italien, Südkorea, China, Japan, Indien, Israel, Türkei, Iran, Pakistan, Polen, Österreich, Ägypten und Griechenland.

## Fakultäten und wissenschaftliche Zentren
Die Universität besteht aus den folgenden Fakultäten:
- Fakultät für Europäische Zivilisation
- Kirgisisch-chinesische Fakultät
- Fakultät für Orientalische Studien und internationale Beziehungen
- Fakultät für Journalismus und Informatik
- Fakultät für Politik- und Sozialwissenschaften
- Fakultät für Ökologie und Management
- Fakultät für Kirgisische Philologie
- Fakultät für Wirtschaftswissenschaften
- Fakultät für Slavistik

Folgende wissenschaftliche Zentren wurden gegründet:
- Zentrum für chinesische Sprache
- Zentrum für koreanische Sprache und Kultur
- Zentrum für russische Sprache[8]
- Zentrum für ukrainische Sprache und Kultur
- Zentrum für kirgisisch-italienische Kultur und Sprache
- Zentrum für Mahatma-Gandhi-Studien
- Zentrum für islamische und iranische Studien
- Zentrum für japanische Sprache[9]
- Zentrum für arabische Kultur und Sprache
- Zentrum für Informationswissenschaften
- Zentrum für Journalismus
- Zentrum für empirische Sozialforschung und Soziologie[10][11]